# NGC 53
NGC 53 je galaksija u zviježđu Tukan.

## Vanjske poveznice
- SEDS: NGC 0053